# شاين روبنسون
شاين روبنسون (بالإنجليزية: Shane Robinson)‏ (17 ديسمبر 1980 بوترفورد في جمهورية أيرلندا - ) هو لاعب كرة قدم أيرلندي في مركز الوسط. لعب مع درودا يونايتد ونادي شامروك روفرز وهكا وStirling Macedonia FC ‏.

## وصلات خارجية
- شاين روبنسون على موقع الاتحاد الأوربي (الإنجليزية)
- شاين روبنسون على موقع قاعدة بيانات كرة القدم.إي يو (الإنجليزية)
- شاين روبنسون على موقع Soccerway.com (الإنجليزية)